# Rhododendron aganniphum
Rhododendron aganniphum (лат.) — кустарник, вид подсекции Taliensia, секции Ponticum, подрода Hymenanthes, рода Рододендрон (Rhododendron), семейства Вересковые (Ericaceae).
Китайское название: 雪山杜鹃.

## Ботаническое описание
Кустарник высотой 1—4 метра. Молодые побеги голые.
Черешок листа 8—15 мм, голый или с несколькими желёзками; листовая пластинка кожистая, продолговато-эллиптическая, иногда яйцевидно-ланцетная или эллиптическая, 4,5—12 × 2—6 см; основание закруглено, вершина острая, нижняя поверхность листа от белого до желтоватого или бледно-коричневого цвета, иногда становится тёмно-красно-коричневой, волосистая; верхняя поверхность слегка морщинистая, голая.
Соцветие состоит из 10—20 цветков. Цветоножка 0,8—1,5 см, голая; чашелистиков — 5 (1-1,5 мм), округлые, голые, края иногда реснитчатые; цветок воронковидно-колокольчатый или колокольчатый, белый или бледно-розовый, со многими пурпурно-красными пятнами внутри, 3—3,5 см. Тычинок 10. Цветение в июне-июле. Семена созревают в сентябре-октябре.
В местах произрастания образует естественные гибриды с Rhododendron phaeochrysum и Rhododendron proteoides.

## Экология
Хвойные леса, опушки, заросли на склонах на высотах 2700—4500 метров над уровнем моря. Выдерживает понижения температуры до −18°С.

## Ареал
Китай (Юньнань, Сычуань, Цинхай, Тибетский автономный район).

## Подвиды
- Rhododendron aganniphum var. aganniphum (C. B. Clarke) Ridley
- Rhododendron aganniphum var. flavorufum (I. B. Balfour & Forrest) D. F. Chamberlain
- Rhododendron aganniphum var. schizopeplum (I. B. Balfour & Forrest) T. L. Ming